# МТС (Карелия)
МТС  — упразднённый в 1957 году посёлок в Медвежьегорском районе Республики Карелия Российской Федерации.  Включён в черту села Великая Губа, ныне (2025) административного центра Великогубского сельского поселения.

## География
Расположен на восточном берегу Великой губы Онежского озера.

## История
Возник как посёлок при машино-тракторной станции. 
В результате сокращения населения в 1957 году деревни Верховье, Репный Посад, Великогубский погост, Моглецы, Тарасы и посёлки МТС и Сенопункт были объединены под общим названием Великая Губа.

## Инфраструктура
Личное подсобное хозяйство с зоной сельскохозяйственного использования, индивидуальная застройка усадебного типа.

## Транспорт
Действует автобусное сообщение с Петрозаводском через Медвежьегорск.